# Liste des maires d'Albi
Cet article dresse une liste par ordre de mandat des maires d'Albi.

## Liste des maires
| Période                                  | Période      | Identité                                   | Étiquette                | Qualité                                                                   |
| ---------------------------------------- | ------------ | ------------------------------------------ | ------------------------ | ------------------------------------------------------------------------- |
| Les données manquantes sont à compléter. |              |                                            |                          |                                                                           |
| mai 1790                                 |              | Raymond Antoine Olivier Gorsse             |                          | Ancien syndic du diocèse Membre des États de Languedoc                    |
| 15 août 1790                             |              | Bernard Esperou                            |                          | Négociant Député                                                          |
| novembre 1791                            |              | M. Landes                                  |                          |                                                                           |
| juin 1792                                |              | Pierre Lacombe                             |                          |                                                                           |
| 9 décembre 1792                          |              | Eugène-Henri Fabré                         |                          | Avocat au parlement de Toulouse                                           |
| 9 décembre 1794                          |              | Jean-Pierre Pezous                         |                          | Avocat au parlement de Toulouse Député                                    |
| 17 mars 1795                             |              | Eugène-Henri Fabré                         |                          | Avocat au parlement de Toulouse                                           |
| 3 avril 1797                             |              | Gaspard-Victor Dumas                       |                          |                                                                           |
| 20 avril 1798                            |              | Antoine Castagné                           |                          | Juge Député                                                               |
| avril 1799                               |              | M. Cambard                                 |                          |                                                                           |
| 12 avril 1800                            |              | M. Dufay                                   |                          |                                                                           |
| 4 mai 1808                               |              | Jean Louis François Raymond Gorsse         |                          |                                                                           |
| 12 novembre 1815                         |              | Louis-Raymond de Rosières                  |                          | Commissaire général de la Marine                                          |
| 5 août 1819                              |              | Clair Grose                                |                          | Propriétaire                                                              |
| 22 juillet 1821                          |              | Marie Emmanuel Joseph Gabriel de Rochegude |                          | Capitaine, mort en fonction le 15 octobre 1822                            |
| 7 janvier 1823                           |              | Louis-Raymond de Rosières                  |                          |                                                                           |
| 30 août 1825                             |              | Jean-Antoine Papailhau                     |                          | Capitaine d'état-major                                                    |
| 4 novembre 1830                          |              | Jean-Pierre Compayré                       |                          | Médecin                                                                   |
| 13 juillet 1831                          |              | André Esquilat                             |                          | Avocat                                                                    |
| 20 mars 1833                             |              | Jean-Philippe Defos                        |                          | Propriétaire                                                              |
| 1er octobre 1840                         |              | André Esquilat                             |                          |                                                                           |
| 21 septembre 1842                        |              | Prosper Gorsse                             |                          | Avocat                                                                    |
| 1er mars 1848                            |              | Jean Gisclard                              |                          | Négociant-distillateur Président du tribunal de commerce Député           |
| 18 mars 1848                             |              | Benjamin Juéry                             |                          | Avocat Député                                                             |
| 1er juin 1848                            |              | Edmond Canet                               |                          | Avocat Député                                                             |
| 28 mai 1851                              |              | Jean Gisclard                              |                          | Négociant-distillateur Président du tribunal de commerce Député           |
| 20 avril 1852                            |              | Hippolyte Crozes                           |                          | Juge, président du tribunal civil                                         |
| 13 décembre 1853                         |              | Augustin Gorsse                            |                          | Général Baron Député Fils du maire de 1790                                |
| 4 septembre 1857                         |              | Paul Bermond                               |                          | Avocat                                                                    |
| 26 juin 1867                             |              | Jules Gaugiran                             |                          | Avoué                                                                     |
| 20 novembre 1869                         |              | Germain Cassan                             |                          | Médecin                                                                   |
| 11 septembre 1870                        |              | Louis Cavalié                              |                          | Notaire Député                                                            |
| 9 février 1874                           |              | Germain Cassan                             |                          |                                                                           |
| janvier 1876                             |              | Joseph Maraval                             |                          | Industriel chapelier                                                      |
| janvier 1877                             |              | Gabriel Soulages                           |                          | Avocat                                                                    |
| 20 mai 1888                              |              | Adrien Gay de Savary                       |                          | Avocat Sénateur                                                           |
| 16 novembre 1890                         |              | Alfred Monestié                            |                          | Manufacturier                                                             |
| 24 mai 1892                              |              | Auguste de Berne-Lagarde                   |                          | Notaire, Député                                                           |
| 17 mai 1896                              |              | Edmond Marty                               |                          | Professeur                                                                |
| 27 septembre 1896                        |              | Justin Alibert                             |                          | Pharmacien                                                                |
| 23 mai 1897                              |              | Édouard Andrieu                            |                          | Avocat Député Sénateur                                                    |
| 12 mai 1925                              |              | Louis Devoisins                            |                          | Médecin                                                                   |
| 16 mai 1929                              |              | Laurent Camboulives                        | USR                      | Médecin Député Sénateur                                                   |
| 28 mai 1941                              |              | Raymond Brault                             |                          | Chef de division à la préfecture                                          |
| 19 août 1944                             |              | Marcel Ricard                              |                          | Contrôleur principal des contributions indirectes                         |
| 3 janvier 1958                           |              | Louis Marty                                |                          | Architecte                                                                |
| 23 mars 1959                             | 1977         | Laurent Mathieu                            | MRP puis CDP puis CDS    | Avocat                                                                    |
| 1977                                     | 1995         | Michel Castel                              | PS                       | Professeur à l'École normale                                              |
| 1995                                     | 4 avril 2014 | Philippe Bonnecarrère                      | RPR puis DVD puis UDI-NC | Avocat Président de la CA de l'Albigeois Député Sénateur                  |
| 4 avril 2014                             | En cours     | Stéphanie Guiraud-Chaumeil                 | DVD puis Horizons        | Conseillère en propriété industrielle Présidente de la CA de l'Albigeois, |